# Gordy
Pour les articles homonymes, voir Gordy (homonymie).
Pour plus de détails, voir Fiche technique et Distribution.
Gordy est un film américain réalisé par Mark Lewis et sorti en 1995.

## Synopsis
Le film raconte les aventures d'un cochon de ferme, qui est séparé de sa famille et devient connu mondialement tout en les recherchant.

## Fiche technique
- Titre original : Gordy
- Titre québécois : Gordy
- Réalisation :  Mark Lewis
- Scénario : Leslie Stevens, Jay Sommers, et Dick Chevillat
- Production : Sybil Robson Orr (en), Leslie Stevens, et Frederic W. Brost
- Montage : Lindsay Frazer et Duane Hartzell
- Société de production : Miramax Family Films
- Société de distribution : Walt Disney Home Video (États-Unis), BAC Films (France)
- Pays de production :  États-Unis
- Langue : anglais
- Genre : Comédie dramatique, aventure
- Durée : 90 minutes
- Dates de sortie :
  - États-Unis : 12 mai 1995
  - France : 1996
- Tous public